# 金沃周
金 沃周（キム・オクチュ、朝鮮語: 김옥주、1915年6月3日 - 1980年9月12日）は、日本統治時代の朝鮮の労働運動家、独立運動家、大韓民国の教員、政治家。制憲韓国国会議員。
元国会議員の金善周は兄。

## 経歴
全羅南道光陽郡津上面出身。光陽公立普通学校（現・光陽西初等学校）、ソウル養正高等普通学校、早稲田大学法科卒。朝鮮化学工業株式会社に入社したが、朝鮮人の労働者待遇改善を求めた運動および反日思想事件に関与したため、10ヶ月間投獄された。解放後は光陽津上国民学校教員、無所属の制憲国会議員、大韓民国憲法・政府組織法起草委員を務めた。国会議員在任中の1949年に国会フラクチ事件の連座により懲役6年を言い渡された。
朝鮮戦争の際に出所したが、北朝鮮に拉致された（または越北）。1956年に在北平和統一促進協議会発起人、1957年に常務委員を務めた後、1959年1月に粛清された。2005年時点の北朝鮮の主張によると、1980年9月12日に同地で死去した。